# John Bradley-West
John Bradley-West (Manchester, 15 de setembro de 1988) é um ator britânico. Ficou conhecido em 2011 por interpretar Samwell Tarly na adaptação televisiva da série de livros de As Crónicas de Gelo e Fogo, do escritor George R. R. Martin, produzida e exibida na HBO sob o título Game of Thrones. Credenciado como convidado na primeira temporada, Bradley passou a fazer parte do elenco principal na segunda e na terceira temporada.
Estudou em St. Paul's RC High School e no Loreto College, e mais tarde formou-se em teatro na Universidade Metropolitana de Manchester.

## Filmografia

### Cinema
| Ano  | Título                      | Papel              | Nota           |
| ---- | --------------------------- | ------------------ | -------------- |
| 2012 | Ana Karenina                | Príncipe austríaco | Sem créditos   |
| 2015 | Man Up                      | Andrew             | Sem créditos   |
| 2015 | Traders                     | Vernon Stynes      |                |
| 2016 | Grimsby                     | Fã                 |                |
| 2016 | Roger                       | Roy                | Curta-metragem |
| 2016 | The Last Dragonslayer       | Gordon             |                |
| 2017 | American Satan              | Ricky Rollins      |                |
| 2018 | Patient Zero                | Scooter            |                |
| 2022 | Moonfall                    | KC Houseman        |                |
| 2022 | Marry Me                    | Collin Calloway    |                |
| 2022 | The Railway Children Return | Richard Perks      |                |

### Televisão
| Ano       | Título                | Papel                             | Nota            |
| --------- | --------------------- | --------------------------------- | --------------- |
| 2011–2019 | Game of Thrones       | Samwell Tarly                     | 43 episódios    |
| 2011      | Borgia                | Giovanni de Médici                | 5 episódios     |
| 2012      | Shameless             | Wesley                            | 2 episódios     |
| 2012      | Merlin                | Tyr Seward                        | 2 episódios     |
| 2016      | The Last Dragonslayer | Gordon (adulto)                   | Telefilme       |
| 2019      | Saturday Night Live   | Ele mesmo                         | 1 episódio      |
| 2019      | Robot Chicken         | Gordon Ramsay, Quint e Eric (voz) | 1 episódio      |
| 2020      | Urban Myths           | Les Dawson (jovem)                | 6 episódios     |
| 2023      | North Shore           | Max Drummond                      | Papel principal |